# Bạn nhảy

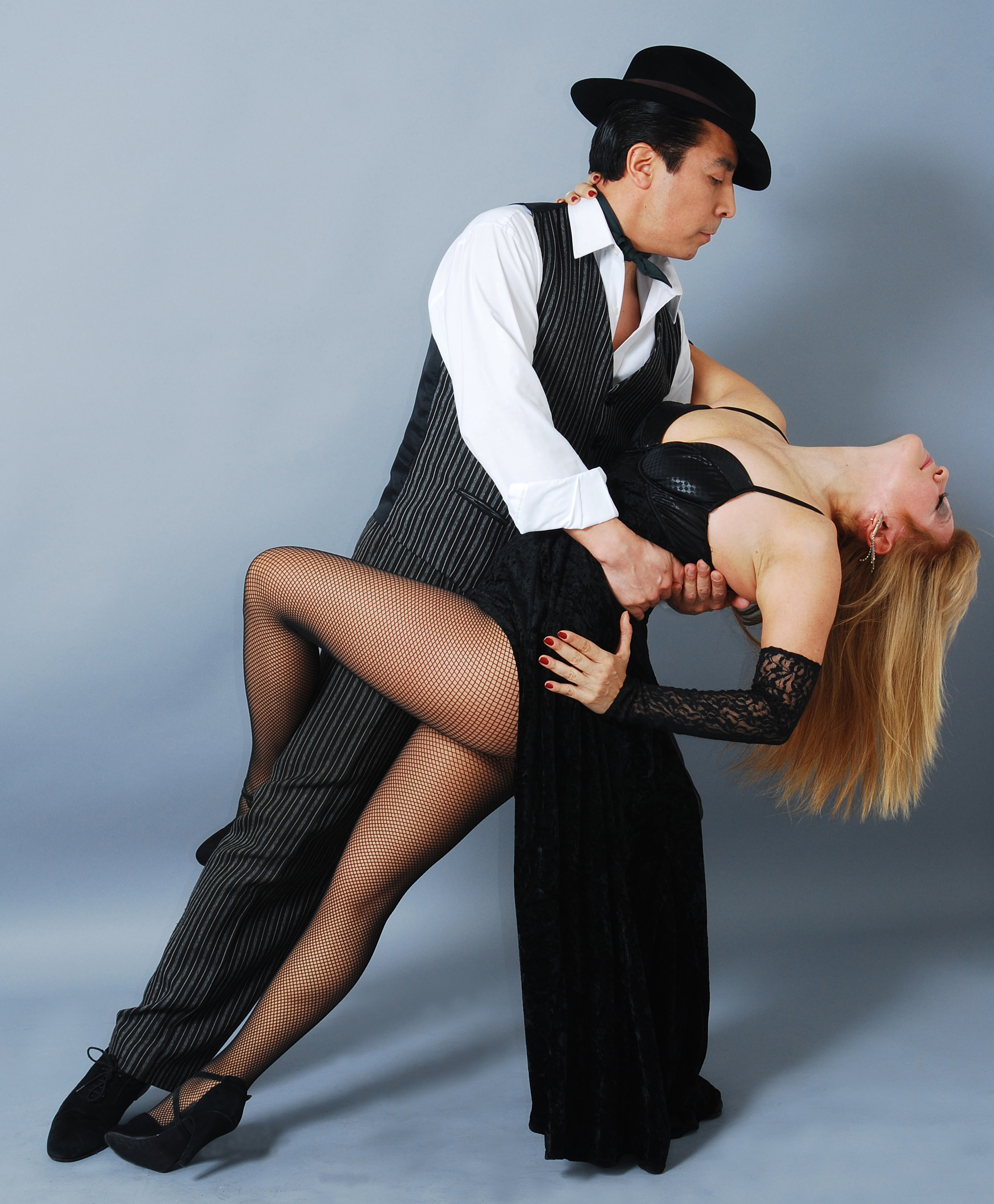
Một cặp đôi trong điệu nhảy Latinh nồng nhiệt

Bạn nhảy (Partner dance) hay còn gọi là khiêu vũ cặp đôi hay nhảy cặp là vũ đạo có những động tác và tiết cấu cơ bản phải gồm những màn phối hợp nhịp nhàng của hai người bạn nhảy, vì vậy, vũ đạo này chiếm một vị trí trung gian giữa những điệu nhảy kiểu vũ đạo đơn (hay còn gọi là nhảy một mình hoặc đơn lẻ, tự nhảy riêng) theo cách không có sự phối hợp với nhau, và những điệu nhảy theo nhóm người nhảy cùng lúc theo cách phối hợp tiết tấu. Hình thức khiêu vũ, nhảy nhót theo cặp đôi khác giới này đã xuất hiện từ lâu trong lịch sử ở châu Âu. Sử liệu ghi lại rằng vào năm 1023, nhà thơ người Đức là Ruodlieb đã nhắc đến điệu nhảy cặp đôi nam nữ với tiết tấu cơ bản diễn tả cảnh tượng khi một chàng trai cố tán tỉnh một cô gái, còn cô gái thì từ chối lời tán tỉnh của chàng trai. Trong điệu nhảy này thì đàn ông và phụ nữ nhảy theo cặp, mỗi người nắm một tay bạn nhảy và "ôm" lấy nhau không rời, những cảnh tượng này có thể thấy trong các hình minh họa đến từ nước Đức thế kỷ XV.

## Lịch sử

### Thời Trung cổ

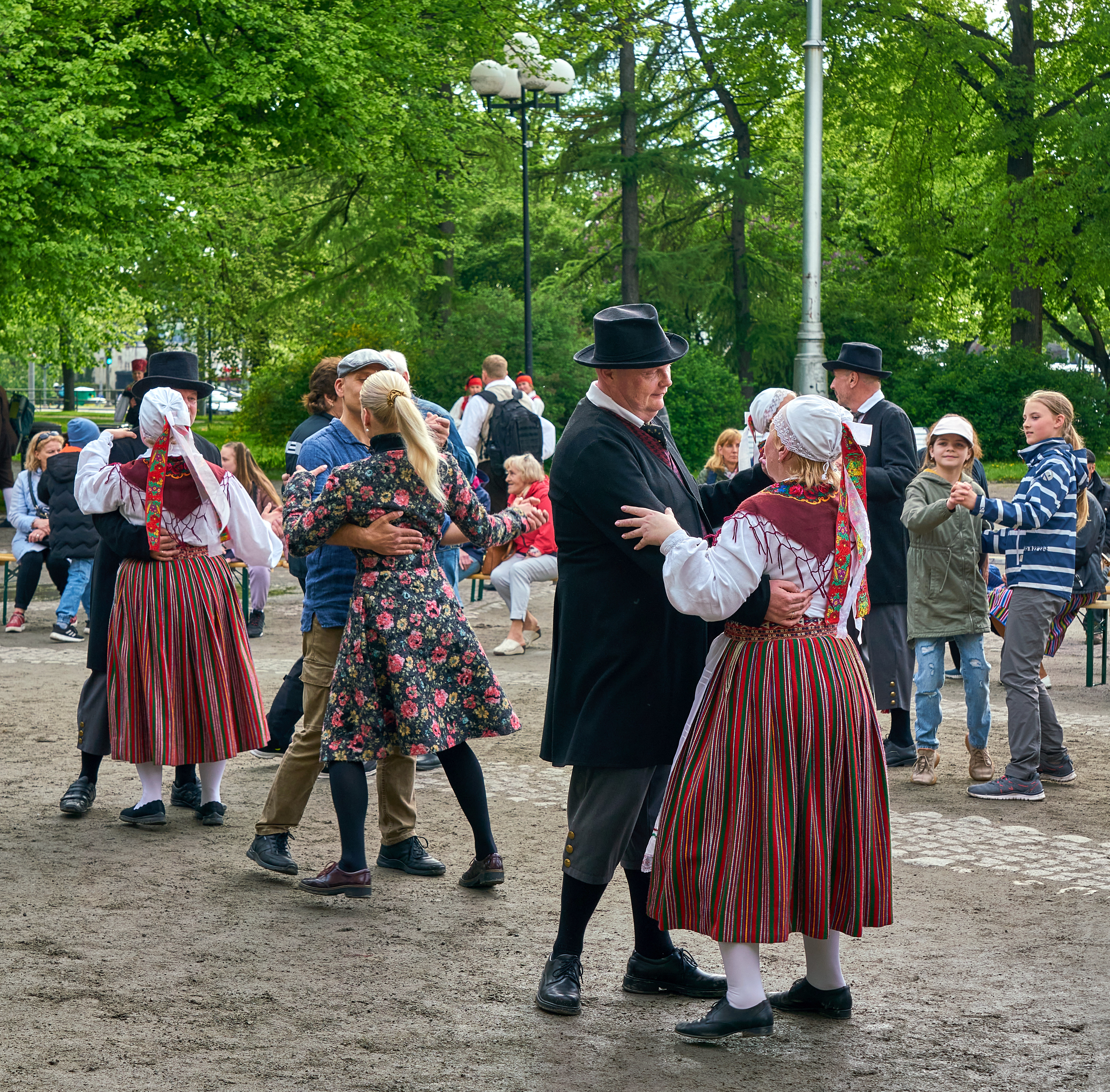
Điệu nhảy tập thể trong công viên ở Estonia

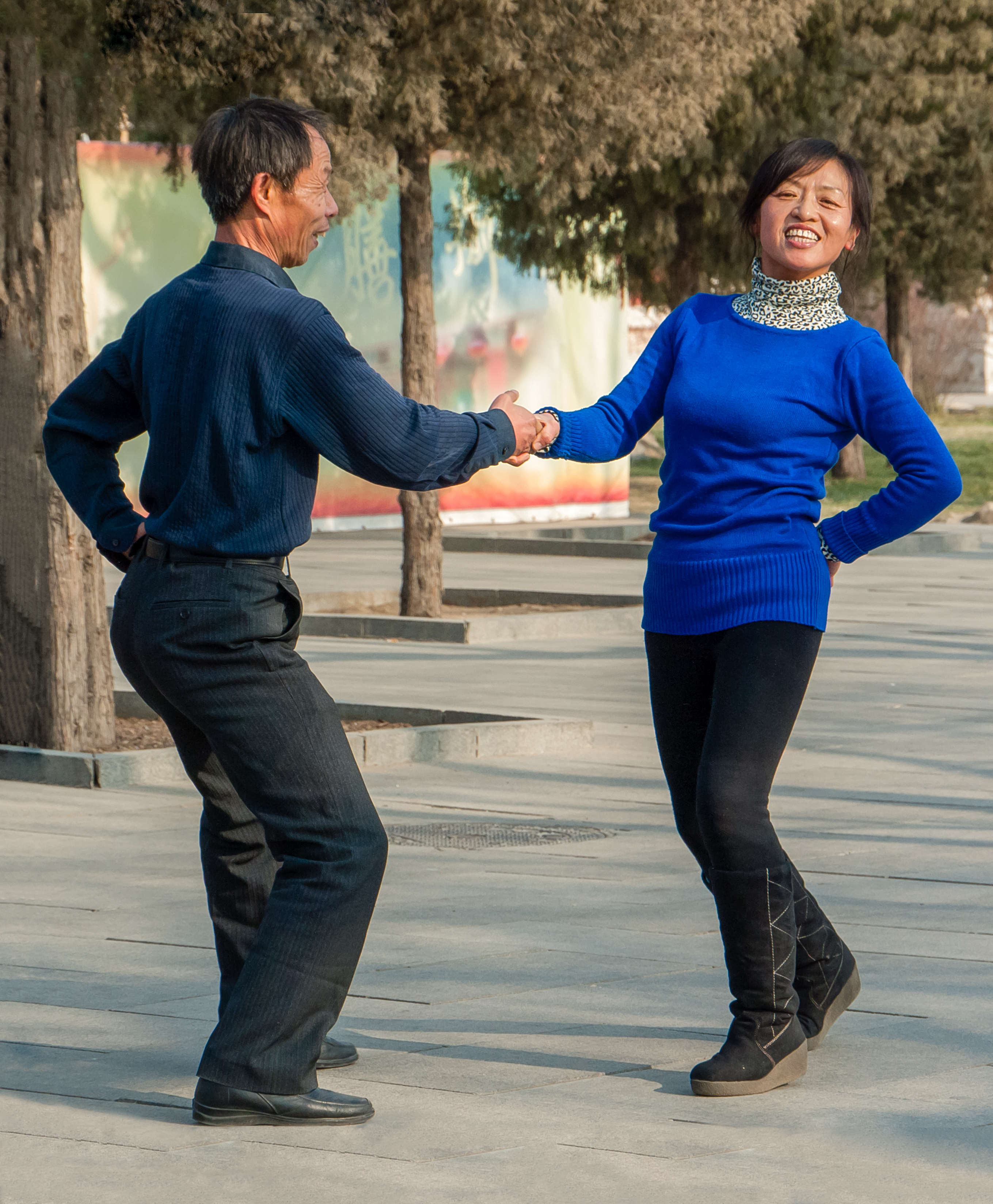
Đôi bạn nhảy ở Bắc Kinh

Vào cuối thế kỷ XIII và trong thế kỷ XIV, các nhà quý tộc và quý tộc giàu có nhảy theo cặp đôi trong đoàn diễu hành theo cách chậm rãi và trang nghiêm trong một vòng tròn, trong khi những người nông dân và tầng lớp thấp hơn nhảy theo cách sôi động. Những người thành thị thuộc tầng lớp trung lưu kết hợp các điệu nhảy với đoàn diễu hành và điệu nhảy quay mòng mòng. Tác phẩm Danse de Paysans (Vũ điệu của nông dân) của Théodore de Bry mô tả một cặp đôi với một người đàn ông nâng bạn nhảy của mình lên khỏi mặt đất, kéo cô ấy về phía mình trong khi giữ chặt cô ấy bằng cả hai tay. Tác phẩm Danse de Seigneurs et Dames (Vũ điệu của các Lãnh chúa và Quý bà) của ông có một Lãnh chúa với cánh tay vòng quanh eo Quý bà của mình. Nhịp điệu đã trở nên phổ biến rộng rãi trong khiêu vũ trong hai thế kỷ qua, mặc dù thường ít phức tạp và đều đặn hơn so với âm nhạc trước đó. Một điệu nhảy của cặp đôi già có thể được tìm thấy ở khắp Bắc Âu được gọi là "Manchester" hoặc "Lott is Dead". Ở Bavaria, lời bài hát có nhắc đến lời hô: "Một, hai, ba và một là bốn, Dianderl nhấc váy lên Và cho tôi thấy đầu gối của cô ấy", và ở Bavaria, một câu thơ tình mời gọi cô gái để cửa sổ phòng ngủ mở toang nhằm chờ bạn trai cô ấy đến thăm.

### Tại Hoa Kỳ
Trước thế kỷ XX, nhiều điệu nhảy khiêu vũ và dân gian đã xuất hiện ở Mỹ. Khi nhạc jazz phát triển vào đầu thế kỷ XX, các cộng đồng người Mỹ da đen đã cùng nhau phát triển điệu nhảy Charleston và cuối cùng là điệu nhảy Lindy Hop vào cuối những năm 1920. Nhiều thành phố đã tổ chức các cuộc thi địa phương thường xuyên như Savoy Ballroom, điều này đã thúc đẩy sự phát triển và phổ biến của điệu nhảy. Các điệu nhảy đã được giới thiệu đến công chúng rộng rãi hơn thông qua các bộ phim và các buổi biểu diễn thường xuyên như những buổi biểu diễn tại Cotton Club ở New York. Một đặc điểm khác thường (vào thời điểm đó) của điệu nhảy này là việc đưa vào các phần mà các vũ công sẽ di chuyển cách biệt nhau và thực hiện các nhịp bước riêng lẻ (được gọi là "breakaway"). Một đặc điểm độc đáo khác được giới thiệu trong những ngày đầu này là các bước nhảy trên không đầu tiên, ngày nay còn được gọi là Aerial. Những động tác táo bạo này rất thú vị đối với khán giả khi xem, và khi kết hợp với các buổi biểu diễn trực tiếp như của Ella Fitzgerald, đã trở thành một phần chính của các buổi biểu diễn Lindy Hop có tổ chức.
Các điệu nhảy khác như Collegiate shag và Balboa phát triển ở Hoa Kỳ trong cùng thời kỳ nhưng không bao giờ được quốc tế ưa chuộng như Lindy Hop. Trong vài thập kỷ tiếp theo, âm nhạc đại chúng đã thay đổi, chuyển từ âm thanh big band của swing sang các phong cách như rhythm and blues và sau đó là rock and roll. Do yếu tố này và các yếu tố khác, Lindy Hop đã phát triển và biến đổi thành một số phong cách khác nhau. Các phong cách khiêu vũ như West Coast Swing và Modern Jive kết hợp các đặc điểm của khiêu vũ khiêu vũ và nhạc mới để tạo ra các điệu nhảy đặc biệt nhưng tương tự như vậy. Thể loại khiêu vũ này bao gồm khiêu vũ ba người cùng nhau, thường là một người đàn ông với hai người phụ nữ hoặc một người phụ nữ với hai người đàn ông. Trong những dịp khiêu vũ giao lưu, khiêu vũ đôi được biết đến nhiều nhất trong thời kỳ có sự mất cân bằng nhân khẩu học đáng kể giữa hai giới. Ví dụ, điều này xảy ra trong thời chiến: trong quân đội, thiếu phụ nữ, trong khi trong dân thường, những người nhảy giỏi chủ yếu là phụ nữ, chẵng hạn như, trong Thế chiến thứ II, nhiều nhà lãnh đạo phái cấp tiến đã học nhảy Lindy Hop với hai người theo sau.